# Лотырев, Игнатий Иванович
Игнатий Иванович Лотырев (Лотарев) (около 1750—1798) — офицер Российского императорского флота, участник русско-шведской войны 1788—1790 годов, Ревельского, Красногорского и Выборгского морских сражений. Георгиевский кавалер, капитан 1 ранга.

## Биография
Родился около 1750 года. 31 октября 1765 года поступил в Морской корпус кадетом. 25 февраля 1769 года произведён в гардемарины. В 1769—1777 годах ежегодно плавал в Балтийском море и сделал два перехода из Архангельска в Кронштадт. 12 марта 1771 года произведён в мичманы, 20 августа 1775 года— в лейтенанты.
В 1777 году командирован в донскую флотилию. В 1777—1779 годах ежегодно был в плавании в Чёрном море. В 1779 году командуя шхуной «Победослав Дунайский», крейсировал у Керченского пролива. В 1780 году переведён из Таганрога в Санкт-Петербург. В 1781—1782 годах на 66-пушечном корабле «Европа», в составе эскадры «вооруженного нейтралитета», под командованием контр-адмирала Я. Ф. Сухотина, был в плавании от Кронштадта до Ливорно и обратно. 31 декабря 1782 года произведён в капитан-лейтенанты. В 1783 году находился в плавании в Балтийском море. В 1784 году назначен командиром 26-пушечного пинка «Кильдюин», на котором сделал переход из Кронштадта в Архангельск, где и зимовал. В 1785 году продолжая командовать тем же пинком, в составе отряда кораблей контр-адмирала А. Г. Спиридова, перешёл из Архангельска в Кронштадт. В 1786—1787 годах командовал 40-пушечным фрегатом «Брячислав», находился в практическом плавании с гардемаринами по портам Финского залива и в Балтийском море.
Участник русско-шведской войны 1788—1790 годов. 6 июля 1788 года, командуя 32-пушечным фрегатом «Надежда Благополучия», участвовал в Гогландском сражении. В октябре 1788 года назначен командиром 66-пушечного линейного корабля «Пантелеймон», был в отряде капитана 1 ранга Джеймса Тревенена у Гангута, затем перешёл к Копенгагену, где в составе отряда бригадира И. М. Одинцова, плавал в проливе Каттегат, для поиска неприятельских судов и для привода к Копенгагену зимовавшего там корабля. При возвращении на копенгагенский рейд суда отряда обмерзли среди большого фарватера. Пропилив лед на 7,5 вёрст, корабль «Пантелеймон» остановился под датским берегом на зимовку.
1 января 1789 года произведён в капитаны 2 ранга. Командуя тем же кораблем в эскадре вице-адмирала Т. Г. Козлянинова, присоединился к флоту адмирала В. Я. Чичагова в Балтийском море. В августе, находился у Паркалаута, в отряде капитана 1 ранга Д. Тревенена, участвовал 9 сентября 1789 года в сражении с судами шведской гребной флотилии и береговыми батареями при занятии и овладении проходом Барезундским. 26 ноября 1789 года награждён за отличие орденом Святого Георгия 4 класса № 671 (356).
Командуя тем же кораблем, участвовал 23-24 мая 1790 года в Красногорском и 22 июля 1790 года — в Выборгском сражениях. В последнем сражении, сдерживая шведские корабли, пытавшиеся прорваться в море, получил сильные повреждения. В сентябре 1790 года вернулся в Кронштадт для исправления корабля. В 1791 году, командуя 74-пушечным линейным кораблём «Александр Невский», отправился в Копенгаген для привода призовых шведских судов и транспортов, с которыми вернулся в Ревель. В 1791 году командовал тем же кораблем и 66-пушечным кораблем «Принц Карл» (бывший шведский, взят в плен в Ревельском сражении 2 мая 1790 года) на Кронштадтском рейде. В 1792—1794 годах командовал 74-пушечным линейным кораблём «Максим Исповедник», ежегодно находился в кампании, плавал в Балтийском море. 1 января 1796 года произведён в капитаны 1 ранга.
Умер Игнатий Иванович Лотырев 15 июля 1798 года.